# カルル・フリードリヒ・メールヴァイン

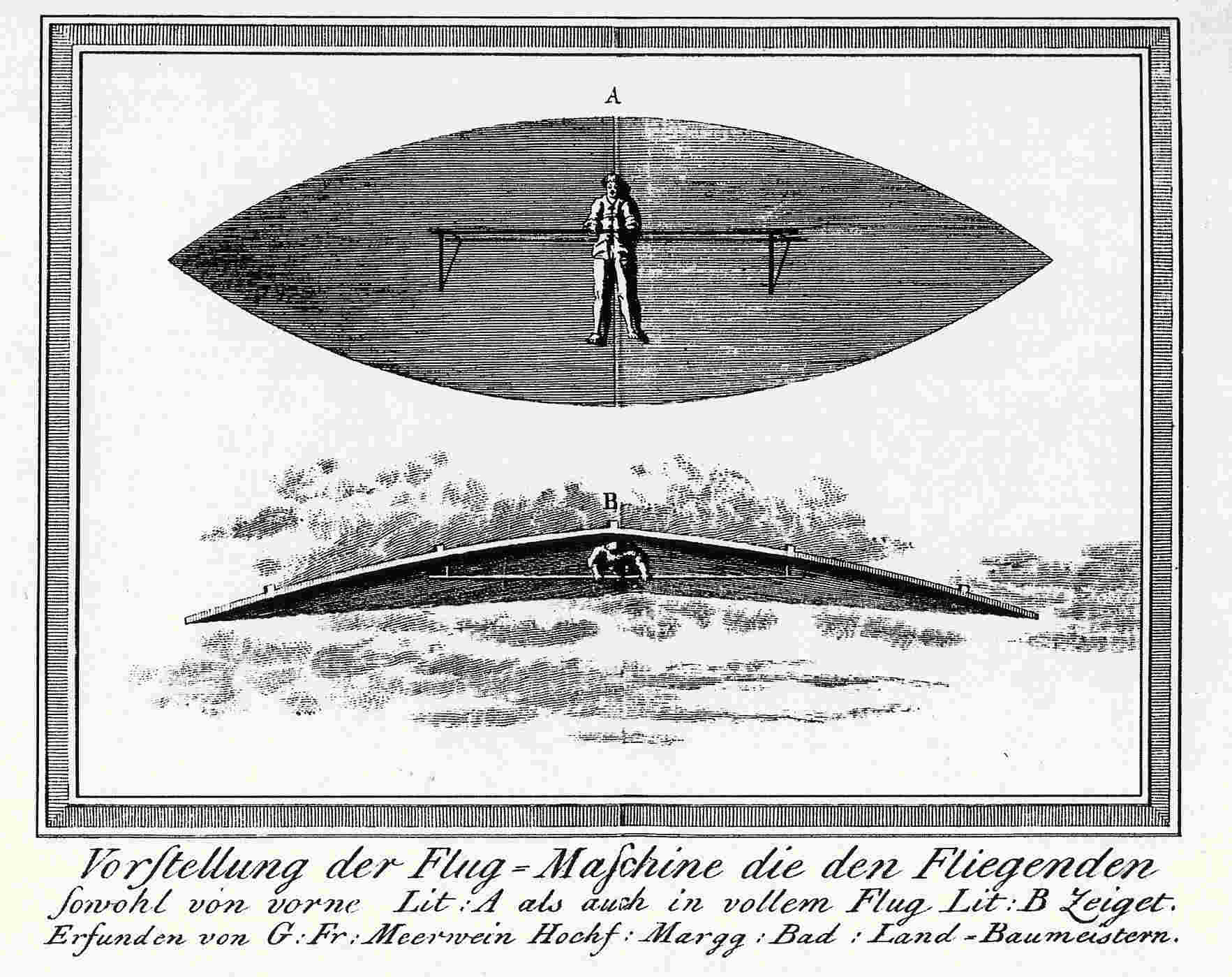
メールヴァインの飛行具の図版1

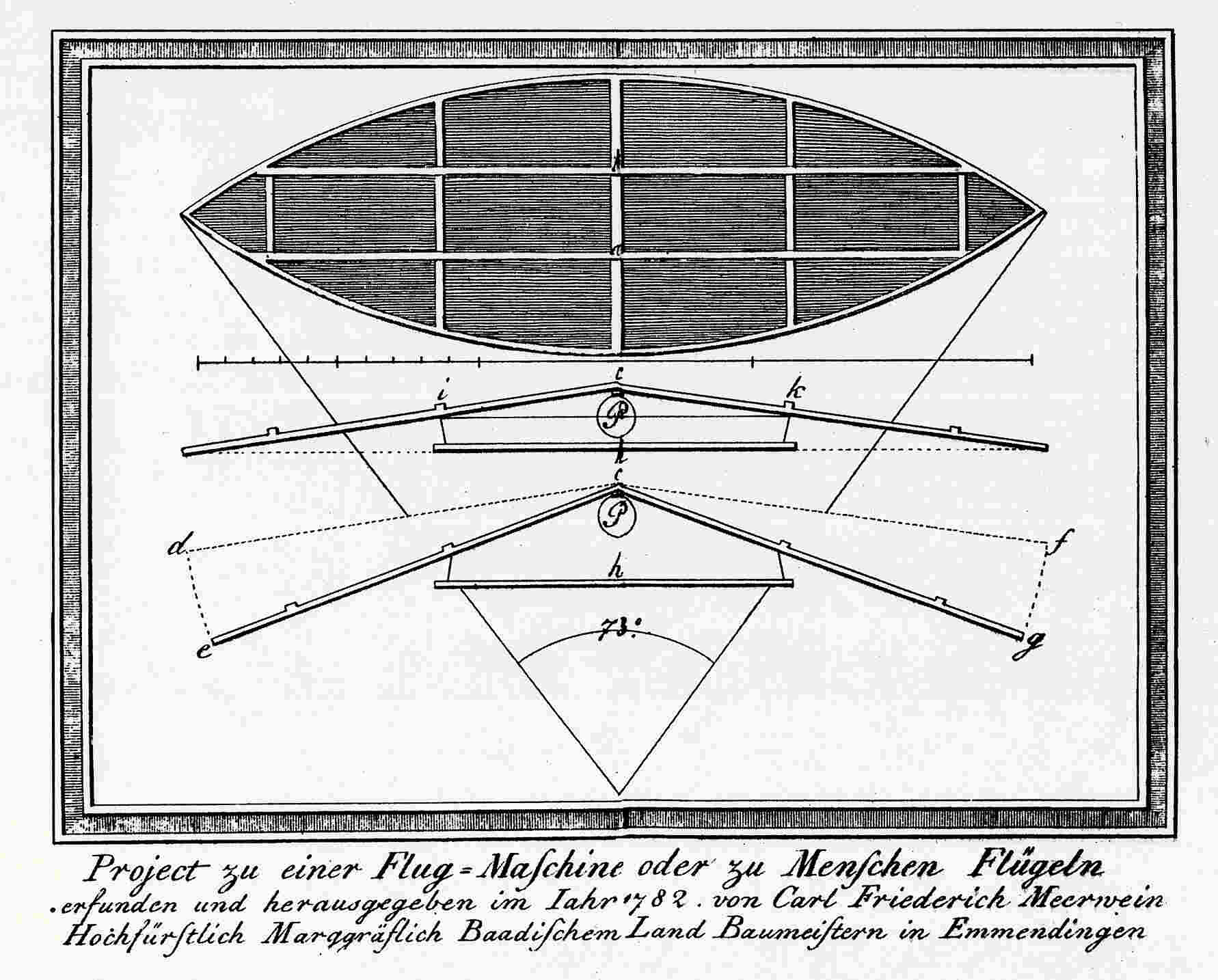
メールヴァインの飛行具の図版2

カルル・フリードリヒ・メールヴァイン（Carl Friedrich Meerwein 、1737年8月2日 - 1810年12月6日）は、ドイツ（バーデン大公国）の土木工学技術者。また、羽ばたき式飛行具を作った発明家。ライゼルハイム（Leiseleim）生まれ。エメンディンゲン（Emmendingen）で没。

## 出自
司祭の息子であった彼は、数学、物理学、工学を学ぶためにカールスルーエのストラスブール大学に短期間通った。そしてイェーナ大学で論理学、農学、化学、物理学を学んだ。その後、1779年に建築検査官としてバーデン辺境伯の下に召抱えられ、エメンディンゲンからレーラッハ（Lörrach ）にかけての土木建築を一手に任された。

## 飛行への取り組み
職務の傍ら、メールヴァインは飛行という問題に情熱を注いだ。当時、気球はモンゴルフィエ兄弟によって成功を修めていた（1783年）一方、空気より重い飛行装置を使った数多くの試みはことごとく失敗に終わっていた。しかしメールヴァインは気球を「鳥のように飛ぶのではなく、ただ空中を漂うだけのもの」と批判している。
1782年、84年に発表されたメールヴァインの研究は、鳥を調査したところに依っていた。彼はマガモ、チュウヒ、アオサギ、ノガン、コブハクチョウ、トラフズク、ニシコクマルガラス、ヤマシギ、ヨーロッパヤマウズラなど様々な種類の鳥について体重と翼面積の関係を調べ、人間が飛ぶために必要な翼面積を割り出した。それにより、彼は自分の飛行具（「オーニソプター」と名づけられた）を翼面積126平方フィート（約12平方メートル）、最大重量200ポンド（約100kg）に設計した。
飛行者は、翼の重心下にある特殊な「ズボン」に固定された。操縦は「ズボン」が伸張され、鳥の尾羽のように広がることでなされた。彼の飛行具は、今日のハンググライダーとは違って翼が可動であった。メールヴァインはこの点でも鳥を模倣したのである。しかしながら彼は、翼を動かし、揚力を得るために不可欠なエネルギーの供給を軽視していた。
『ブリタニカ百科事典』は、メールヴァインが1781年に自作のオーニソプターで飛行に成功したとしている。これは、この種の飛行具を使った人類初の飛行であるかもしれない。ただし1781年の飛行は失敗したとする資料もある。
1784年8月4日にメールヴァインは自作の飛行具でエメンディンゲンの城山から飛び、150メートル離れた堆肥の山に着陸した。これはゲーテの義理の兄弟であるシュロッサーという人物に目撃されている。ただし1784年の実験は続く85年夏の実験（於ギーセン）と同様に失敗したという見解もある。

## その後
その後メールヴァインは建築の分野へ戻った。1802年には橋梁やドームに関する著書を出版している。彼はまた水利にも興味を持ち、堤防の設計や河川の直線化について考えた。1810年、メールヴァインは落馬によって死亡した。メールヴァインが作った飛行具は100年以上もエメンディンゲンに残されていたが、19世紀の終わりに、発明者の一子孫による「ゴミ掃除」の結果失われた。